# Olof von Nackreij
Olof von Nackreij, född 7 december 1728 i Filipstad, död 22 juni 1783 i Uppsala var landshövding i Hallands län mellan 29 juli 1771 och 1776, i Kronobergs län, 1776-1782 och landshövding i Uppsala län 1782-1783 .
Nackreij blev auskultant vid Svea hovrätt 1746, häradshövding i Värmland 1756, assessor vid Göta hovrätt 1761, hovrättsråd och generalauditör 1762. Han blev friherre 1778 och fick nordstjärneorden. 

### Fotnoter
1. ↑  Hallands historia och beskrivning: Olof von Nackrey